# Marie-Christine Boutonnet
Marie-Christine Boutonnet (ur. 10 lutego 1949 w Albi) – francuska polityk i samorządowiec, działaczka Frontu Narodowego, posłanka do Parlamentu Europejskiego VIII kadencji.

## Życiorys
Absolwentka Instytutu Nauk Politycznych w Tuluzie. W 1979 wstąpiła do Frontu Narodowego, awansowała w strukturach partyjnych, m.in. dołączając do komitetu centralnego i biura politycznego. Z ramienia FN w latach 1992–2010 zasiadała w radzie regionu Midi-Pireneje, kandydowała też do Zgromadzenia Narodowego i w wyborach miejskich w Gaillac.
W 2014 Marie-Christine Boutonnet uzyskała mandat deputowanej do PE VIII kadencji.